# Royalla
Royalla är en ort i Australien. Den ligger i kommunen Palerang och delstaten New South Wales, i den sydöstra delen av landet, omkring 260 kilometer sydväst om delstatshuvudstaden Sydney. Antalet invånare är 835.
Närmaste större samhälle är Queanbeyan, omkring 20 kilometer nordost om Royalla.
I omgivningarna runt Royalla växer huvudsakligen savannskog. Runt Royalla är det mycket glesbefolkat, med 4 invånare per kvadratkilometer. Genomsnittlig årsnederbörd är 1 026 millimeter. Den regnigaste månaden är februari, med i genomsnitt 164 mm nederbörd, och den torraste är juli, med 35 mm nederbörd.